# Микконен, Юхо
Юхо Микконен (фин. Juho Mikkonen; 28 декабря 1990 года) — финский лыжник, участник Олимпийских игр в Сочи. Ярко выраженный специалист спринтерских гонок. Помолвлен с лыжницей, призёркой Олимпийских игр Кертту Нисканен.
В Кубке мира Микконен дебютировал 7 марта 2009 года, в феврале 2014 года единственный раз попал в десятку лучших на этапе Кубка мира, в спринте. Кроме этого на сегодняшний день имеет на своём счету 2 попадания в тридцатку лучших на этапах Кубка мира, оба в командном спринте. Лучшим достижением Микконена в общем итоговом зачёте Кубка мира является 114-е место в сезоне 2013-14.
На Олимпийских играх 2014 года в Сочи принимал участие в спринтерской гонке свободным стилем, в которой занял занял 43-е место.
За свою карьеру в чемпионатах мира пока не участвовал. На молодёжном чемпионате мира 2013 года завоевал серебряную медаль в спринтерской гонке.